# Vučica (vattendrag i Kroatien)
Vučica är ett vattendrag i Kroatien. Det ligger i den östra delen av landet, 190 km öster om huvudstaden Zagreb.